# Микита Пан
Микита Пан (1542 - 1583) - український та волзький козацький отаман, що брав участь у підкоренні Сибірського ханства Московському царству у другій половині 16 сторіччя. 

## Біографія
Жив в епоху Івана IV Грозного.  Судячи за прізвиськом, ймовірно, був козаком з Речі Посполитої.  Займався розбоєм, поки не став на службу  Строгановим разом з іншими отаманами (Єрмак Тимофійович, Іван Кільце, Яків Михайлов, Матвій Мещеряков). Брав участь в походах на Сибір.  Проявив практично безрозсудну сміливість, за це отримав від Івана IV право на безмитну торгівлю. Був вбитий при взятті Назима у 1583 році. 